# لوهنر بی.۷
لوهنر بی. ۷ (به انگلیسی: Lohner_B.VII) یک هواگرد ملخ‌پیشین تک‌موتوره از نوع هواگرد شناسایی ساخت شرکت Lohner است.